# Koraput (Distrikt)
Der Distrikt Koraput (Oriya କୋରାପୁଟ ଜିଲ୍ଲା Kōrāpuṭa Jillā) befindet sich im Südwesten des indischen Bundesstaats Odisha.
Der Distrikt wurde am 1. April 1936 gegründet.
Distrikthauptstadt ist Koraput.

## Lage
Er erstreckt sich über eine Fläche von 8807 km². Der östliche Teil liegt in den Ostghats. Zentral im Distrikt liegt der Stausee der Kolab-Talsperre.

## Einwohner
Beim Zensus 2011 betrug die Einwohnerzahl 1.379.647. Das Geschlechterverhältnis lag bei 1032 Frauen auf 1000 Männer.
Die Alphabetisierungsrate belief sich auf 49,21 % (60,32 % bei Männern, 38,55 % bei Frauen).
93,80 % der Bevölkerung sind Anhänger des Hinduismus, 4,97 % sind Christen.

## Verwaltungsgliederung
Der Distrikt besteht aus den beiden Sub-Divisionen Jeypore und Koraput.
Zur Dezentralisierung der Verwaltung ist der Distrikt in 14 Blöcke unterteilt:
- Bandhugaon
- Boipariguda
- Borigumma
- Dasmantapur
- Jeypore
- Koraput
- Kotpad
- Kundra
- Laxmipur
- Machhkund
- Nandapur
- Narayanpatna
- Pottangi
- Semiliguda

Des Weiteren gibt es 14 Tahasils:
- Bandhugaon
- Boipariguda
- Borigumma
- Dasmanthpur
- Jeypore
- Koraput
- Kotpad
- Kundra
- Lamtaput
- Laxmipur
- Nandapur
- Narayanpatna
- Pottangi
- Semiliguda

Im Distrikt befinden sich folgende ULBs: die Municipalities Koraput, Jeypore und Sunabeda sowie das Notified Area Council (NAC) Kotpad.
Außerdem sind 226 Gram Panchayats im Distrikt vorhanden.